# Drapelul statului Ohio

Steagul statului Ohio

Steagul statului Ohio a fost adoptat în 1902, fiind designat de John Eisenmann. Marele triunghi albastru reprezintă văile și colinele statului, în timp ce dungile (benzile) alternând roșu și alb reprezintă drumurile sale de uscat și pe apă. Cele șaptesprezece stele semnifică ordinea admiterii statului Ohio în Uniune. Cercul alb cu centrul roșu semnifică atât prima literă a numeleui statului, O, cât și denumirea "de alint" al acestuia Ochi de taur (în engleză, Bull's eye). Culorile steagului, roșu, alb și albastru sunt culorile steagului american. 
Steagul statului Ohio este singurul dintre toate steagurile americane care nu este rectangular și unul dintre cele două steaguri din întreaga lume, alături de cel al Nepalului, care nu este rectangular. 
Bazat pe o interpretare "relaxată" a desenelor steagurilor cavaleriei din timpul Războiului Civil American și a Războiului americano-spaniol, steagul statului american Ohio este din punct de vedere tehnic un steag de o formă specială, a cărui denumire în engleză este burgee. 